# Південноафриканський коледж об'єднаного світу Вотерфорд Камхлаба
Південноафриканський коледж об'єднаного світу Вотерфорд Камхлаба (англ. Waterford Kamhlaba United World College of Southern Africa (WKUWCSA чи UWCSA), скорочена назва: Waterford Kamhlaba) — міжнародний коледж-інтернат, розташований і Мбабане, Есватіні. Раніше відомий як школа «Вотерфорд», яку було засновано у 1963 році. Емблемою та логотипом школи є зображення чарівного птаха Фенікса, як символу духовного, економічного та культурного відродження і підйому народів африканського континенту через видатну і доступну освіту та систему виховання у дусі міжнародного освітнього руху, спрямованого на створення нового світу, побудованого на взаємній повазі, прагненні до мирного співіснування і до співробітництва.
Школа є членом «Асоціації незалежних шкіл Південної Африки» (англ. The Independent Schools Association of Southern Africa). До мережі Коледжів об'єднаного світу школа увійшла у 1981 році, ставши четвертим із коледжів, який отримав статус члена цього міжнародного освітнього руху.
У коледжі виховуються та навчаються понад 600 учнів більше, ніж 60 національностей. На відміну від більшості Коледжів об'єднаного світу, де, зазвичай, учні навчаються лише у старших класах у віці 16—19 років, чи у віці від 3 до 20 років, у Вотерфорд Камхлаба навчаються у віці від 11 до 20 років. Основна частина з них (близько 80 %) є вихідцями з країн Африки та дітьми громадян Есватіні, які, в основному, проживають і Мбабане чи поблизу коледжу.
Значна частина учнів отримують стипендії в системі Коледжів об'єднаного світу, які частково чи повністю покривають витрати на навчання, проживання у інтернаті та харчування. Претенденти на навчання відбираються на конкурсній основі національними комітетами Коледжів об'єднаного світу, які функціонують більше, ніж у 155 країнах світу..
Претенденти з України відбираються національним комітетом «UWC Україна». Основні критерії відбору наведені на сайті комітету.

## Коротка історія
Школа Вотерфорд була заснована зусиллями групи педагогів, яку організував і надихав молодий британський вчитель Майкл Стерн, на противагу існуючій на той час у Південній Африці освітній системі, що розділяла учнів за расовими, релігійними та майновими ознаками і базувалася на політиці апартеїду в ПАР. Майкл Стерн та його однодумці мали на меті забезпечити обдарованим дітям будь-якої раси чи віросповідання доступ до високоякісної середньої освіти незалежно від їхньої платоспроможності. Кампус школи було побудовано на території маєтку Вотерфорд Парк (англ. Waterford Park Estate) на мальовничих пагорбах поблизу Мбабане за проєктом португальсько-мозамбіцького архітектора Амансіо д'Альпоіма Міранди Гідеса, відомого як «Панчо Гедес», який виконав проєкт безкоштовно і виявив бажання, щоб двоє його синів мали змогу навчатися у цій школі. Школа відкрилася 3 лютого 1963. Першими її учнями були 16 хлопчиків.
У п'ятницю 3 листопада 1967 у супроводі прем'єр-міністра Есватіні принца Махосіні Джахесо Дламіні школу відвідав Його Високість, король Есватіні Собуза II, який висловився про школу як про «світ у мініатюрі» і дав школі почесне ім'я «Камхлаба». На той час у школі навчалися 116 учнів.
Школа та її освітні програми пройшли процедуру акредитації та отримали схвалення у Кембриджській міжнародній системі оцінювання. Для забезпечення високої якості освіти і можливості випускникам продовжувати навчання у кращих університетах світу, у випускних класах школи запроваджувалися освітні програми «IB World School» (укр. «Світової школи міжнародного бакалаврату»). 1 жовтня 1979 року була акредитована «Програма для здобуття диплома міжнародного бакалаврату» (англ. IB Diploma Programme) власником та розробником цієї програми — некомерційним освітнім фондом «International Baccalaureate®».
У 1981 році школа Вотерфорд Камхлаба офіційно увійшла до світової освітньої мережі «Коледжі об'єднаного світу» і змінила свою назву на «Waterford Kamhlaba United World College of Southern Africa» (укр. Південноафриканський коледж об'єднаного світу Вотерфорд Камхлаба), ставши четвертою в історії UWC школою, та першою такою школою на африканському континенті.
Відомий англійський актор, режисер, філантроп і меценат Річард Аттенборо був палким прихильником міжнародного освітнього руху «Коледжі об'єднаного світу», і був частим гостем учнів коледжу. Разом із дружиною фінансували і заснували «Центр візуальних мистецтв Річарда та Шейли Аттенборо» (англ. Richard and Sheila Attenborough Visual Arts Center). У 2005 разом із Фондом Пола Хамліна побудували заклад драми та музики, «Центр творчого навчання Джейн Холланд» (англ. Jane Holland Centre for Creative Learning), названий на згадку про свою доньку Джейн Холланд, внучку Люсі та тещу Джейн Одрі, які трагічно загинули в цунамі 26 грудня 2004 року.
3 лютого 2013 року виповнилося 50 років з часу відкриття школи Waterford. У вихідні другого та третього лютого 2013 учні, педагогічний колектив, гості та колишні випускники відсвяткували 50-річний ювілей школи. Серед почесних гостей були: один зі співзасновників школи та вчитель тих років Тоні Хаттон, який опублікував книгу про школу Вотерфорд та про її історію; Алан Вайтсайд, південноафриканський академік, дослідник та професор Університету Квазулу-Наталь; віцепрем'єр-міністр Свазіленду Темба Масуку і, найбільш почесний гість, 4-й президент Ботсвани Ян Кхама, якого учні зустріли найтепліше, який розпитував їх, чи примушують їх ходити до церкви, писати щонеділі листа батькам, носити форму, і з гордістю похвалився шкільною краваткою і блайзером, які зберіг ще з учнівських років.

## Структура коледжу та освітні програми
| Вид школи                                                        | Середня школа                                  | Середня школа                                  | Середня школа                                  | Середня школа                               | Середня школа                               | Середня школа                               | Середня школа                               |
| Вид школи                                                        | Середня молодша школа (англ. Junior secondary) | Середня молодша школа (англ. Junior secondary) | Середня молодша школа (англ. Junior secondary) | Середня вища школа (англ. Senior secondary) | Середня вища школа (англ. Senior secondary) | Середня вища школа (англ. Senior secondary) | Середня вища школа (англ. Senior secondary) |
| ---------------------------------------------------------------- | ---------------------------------------------- | ---------------------------------------------- | ---------------------------------------------- | ------------------------------------------- | ------------------------------------------- | ------------------------------------------- | ------------------------------------------- |
| Вік школярів: (англ. Age)                                        | 11—12                                          | 12—13                                          | 13—14                                          | 14—15                                       | 15—16                                       | 16—17                                       | 17—18                                       |
| Класи у WKUWCSA: (англ. Grades)                                  | Form 1                                         | Form 2                                         | Form 3                                         | Form 4                                      | Form 5                                      | ib 1                                        | ib 2                                        |
| Освітні програми: (англ. Academic Programmes)                    | Cambridge Secondary 1                          | Cambridge Secondary 1                          | Cambridge Secondary 1                          | Cambridge Secondary 2                       | Cambridge Secondary 2                       | ib-Diploma Programme                        | ib-Diploma Programme                        |
| Свідоцтво про освіту: (англ. Certificate of Secondary Education) |                                                |                                                |                                                |                                             | IGCSE                                       |                                             | ib-Diploma                                  |

Навчаючись за Кембриджськими програмами загальної середньої освіти, і, завершивши навчання за програмою «Cambridge Secondary 2», учні складають іспити для здобування Міжнародного сертифіката про загальну середню освіту (англ. International General Certificate of Secondary Education  — «IGCSE»).
Міжнародний сертифікат про загальну середню освіту IGCSE визнається та приймається роботодавцями або навчальними закладами практично в усьому світі як об'єктивне свідчення про успішність. До таких країн відносяться країни Європейського Союзу, Північної Америки, Північної Африки, ПАР, Австралія та Нова Зеландія, а також, усі країни, що підписали Лісабонську конвенцію про визнання, у тому числі й Україна, яка підписала цю конвенцію 11 квітня 1997 року, і ввела в дію з 1 червня 2000 року.
Навчаючись за програмою повної загальної середньої освіти «ib-Diploma Programme» (укр. Програма для здобуття диплома), учні складають іспити для здобування диплома міжнародного бакалаврату.
Дипломи міжнародного бакалаврату про повну загальну середню освіту (англ. The IB diploma) надають можливість здобувати вищу освіту та приймаються і визнаються більше, ніж 2337 університетами у 90 державах світу.
Учні, які вступають до коледжу у випускні класи для навчання за програмою «ib-Diploma Programme», і які не мають достатнього рівня знань для опанування цієї програми, та вільного володіння англійською мовою, можуть мати додатковий підготовчий рік навчання.

## Опис
Кампус коледжу лежить на схилах пагорбів у приміській зоні Сідвашині, приблизно за п'ять кілометрів від центральних районів Мбабане. На території кампусу розташовуються:
- навчальні класи, лабораторії, бібліотека, IT-центр та центральна площа, де відбуваються урочистості;
- спорткомплекс із критою трибуною, полями для футболу/хокею із м'ячем/регбі/крикету, стіною для скелелазіння, тенісними кортами, майданчиками для сквошу, критими та відкритими волейбольними та баскетбольними майданчиками, басейном тощо;
- багатоцільова актова зала;
- Центр візуальних мистецтв Річарда та Шейли Аттенборо;
- Центр творчого навчання Джейн Холланд та амфітеатр;
- пермакультурні сади;
- магазин, їдальня та буфет;
- місця для відпочинку та ігор.

Інтернат коледжу має чотири резиденції: Екухулені (для учнів молодших класів — для 1—3 форм), Есівені (для учнів форми 4 та 5), Елангені та Емлабені (для учнів міжнародного бакалаврату). У вільний від занять час учні інтернату мають можливість займатися активним відпочинком, спортом, мистецтвом, йогою, користуватися комп'ютером, настільними іграми, займатися самонавчанням. Двічі на тиждень учні, за бажання, мають можливість відвідувати Мбабане, користуючись шкільними автобусами. Передбачені туристичні заходи, заняття з веслування на каное, участь у шкільних, між-шкільних та міжнародних змаганнях, концертні та розважальні програми тощо.

## Видатні та відомі учні й випускники
Школа відома тим, що у ній навчалися діти та онуки колишнього президента Південної Африки та колишнього президента освітнього руху «Коледжі об'єднаного світу» Нельсона Мандели, діти 11-го Архієпископа Кейптаунського, єпископа Лесото та Йоганнесбурга Емеріта Десмонда Туту та діти активіста і борця з апартеїдом, Генерального директора Африканського національного конгресу Вальтера Сісулу.
| Фото | Прізвище               | Опис | Країна                     |
|      | Ян Кхама               | Політик, 3-й віце-президент Ботсвани, 4-й президент Ботсвани | Ботсвана                   |
|      | Анна Лівія             | Письменниця та мовознавець, відома публікаціями лесбійсько-феміністичного спрямування | Ірландія                   |
|      | Річард Грант           | Британський актор зі Свазіленду, став відомий завдяки ролі Вітнейла у фільмі «Вітнейл і я», що увійшов до списку 100 найкращих британських фільмів за 100 років за версією Британського кіноінституту | Танзанія · Велика Британія |
|      | Маказіве Мандела-Амуа  | Донька Нельсона Мандели від першої дружини | ПАР                        |
|      | Зенані Мандела-Дламіні | Донька Нельсона Мандели | ПАР                        |
|      | Зіндзі Мандела         | Донька Нельсона Мандели | ПАР                        |
|      | Ліндіве Сісулу         | Донька Генерального директора Африканського національного конгресу Вальтера Сісулу, політик, член Національного виконавчого комітету Африканського національного конгресу, член парламенту ПАР із 2019 року, Міністр з питань людських поселень, води та санітарії (2019-; 2014—2018), Міністр міжнародних відносин та співробітництва (2018—2019); Міністр державних служб та адміністрації (2012—2014); Міністр оборони та ветеранів (2009—2012); Міністр житлового господарства (2004—2009); Міністр розвідки (2001—2004). | ПАР                        |
|      | Меттью Френсіс Перріс  | Політик, письменник, журналіст, член Парламенту від Консервативної партії (1979—1986) | Велика Британія            |
|      | Робін Чейз             | Підприємець у сфері транспортних перевезень, співзасновник компанії «Zipcar» | США                        |
|      | Ксохчітл Торрес Смолл  | Юрист і політик із штату Нью-Мексико | США                        |
|      | Ігнасіо Паділья        | Письменник | Мексика                    |
|      | Кемійондо Коутіньо     | Драматург, актриса, режисер, стала відомою завдяки дебютному короткометражному фільму «Кенву», який здобув перемогу за найкращий короткометражний фільм на Панафриканському кінофестивалі. | Уганда                     |